# آرکادیا (نیو ساوت ولز)
آرکادیا (به انگلیسی: Arcadia) یک حومه شهر در استرالیا است که در نیو ساوت ولز واقع شده‌است.